# فاليريان جافيليا
ماركو فيشوفيتش هو لاعب كرة قدم أوكراني يلعب كمهاجم مع نادي سبورتينج خيخون.

## روابط خارجية
- فاليريان جافيليا على موقع الاتحاد الدولي (مؤرشف)  (الإنجليزية)
- فاليريان جافيليا على موقع الاتحاد الأوربي (الإنجليزية)
- فاليريان جافيليا على موقع اتحاد أوكرانيا (الإنجليزية)
- فاليريان جافيليا على موقع قاعدة بيانات كرة القدم.إي يو (الإنجليزية)
- فاليريان جافيليا على موقع ناشيونال فوتبول تيمز (الإنجليزية)
- فاليريان جافيليا على موقع Soccerbase.com (لاعب) (الإنجليزية)
- فاليريان جافيليا على موقع Soccerway.com (الإنجليزية)
- فاليريان جافيليا على موقع عالم كرة القدم.نت (الإنجليزية)